# Penisola di Thatcher
La penisola di Thatcher (in inglese Thatcher peninsula, in spagnolo península Thatcher) è un'insenatura montuosa nella parte nord-occidentale della Georgia del Sud; termina a nord con punta Mai, un promontorio che si eleva fra la baia di Cumberland occidentale a ovest e la baia di Cumberland orientale a est; collegata a sud e a sud-ovest tramite il ghiacciaio Lyell e il ghiacciaio Hamberg. L'insenatura di Re Edoardo nella parte est della penisola è sede della stazione di Grytviken del British Antarctic Survey (BAS) e dell'omonima stazione baleniera, ora in disuso.
Venne così chiamata dall'UK-APC (UK Antarctic Place-Names Committee, ossia Comitato britannico per i toponimi antartici) nel 1991, su suggerimento dei membri della Royal Geographical Society, dal nome di Margaret Thatcher, primo ministro del Regno Unito dal 1979 al 1990, forse per il suo ruolo nella guerra delle Falkland. Secondo gli amici, la Thatcher era "lusingata e divertita" da questo onore.